# Amerila castanea
Amerila castanea är en fjärilsart som beskrevs av George Francis Hampson 1911. Amerila castanea ingår i släktet Amerila och familjen björnspinnare. Inga underarter finns listade i Catalogue of Life.